# Pavillon Flaubert
Le pavillon Flaubert est un musée consacré à l'écrivain Gustave Flaubert, situé à Croisset, hameau de Canteleu en bordure de la Seine, près de Rouen.

## Description
Il constitue l'unique vestige de la propriété acquise par le père de Gustave Flaubert en 1844. L'écrivain, très attaché à cette demeure, y vécut 35 ans et y écrivit l'intégralité de son œuvre.
Le pavillon fait l’objet d’un classement au titre des monuments historiques depuis le 18 avril 1914.
Le 25 août 1943, le pavillon est endommagé par un bombardement.
Le pavillon Flaubert abrite des objets d'écriture lui ayant appartenu, tels des plumes d'oie, des encriers… des objets qui se trouvaient dans son cabinet de travail (bureau qui était installé au premier étage de la maison aujourd'hui disparue), comme un fameux Bouddha doré ; ainsi que des œuvres personnelles : portraits et dessins, gravures et vues du Croisset de l'époque…
Depuis le 1er janvier 2021, le pavillon et son jardin sont tous deux intégrés à la Réunion des musées métropolitains Rouen Normandie.

## Galerie

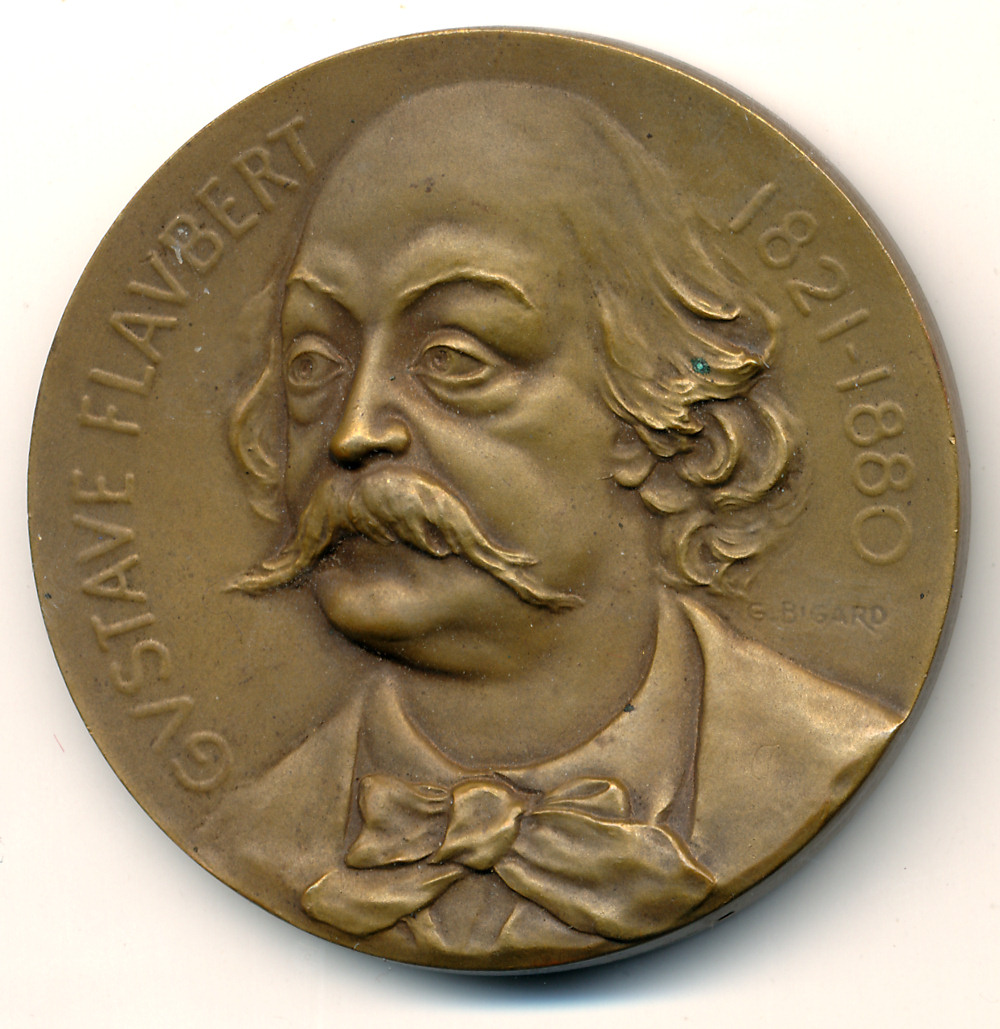
Portrait de Gustave Flaubert par Gaston Bigard, médaille bronze 50 mm.
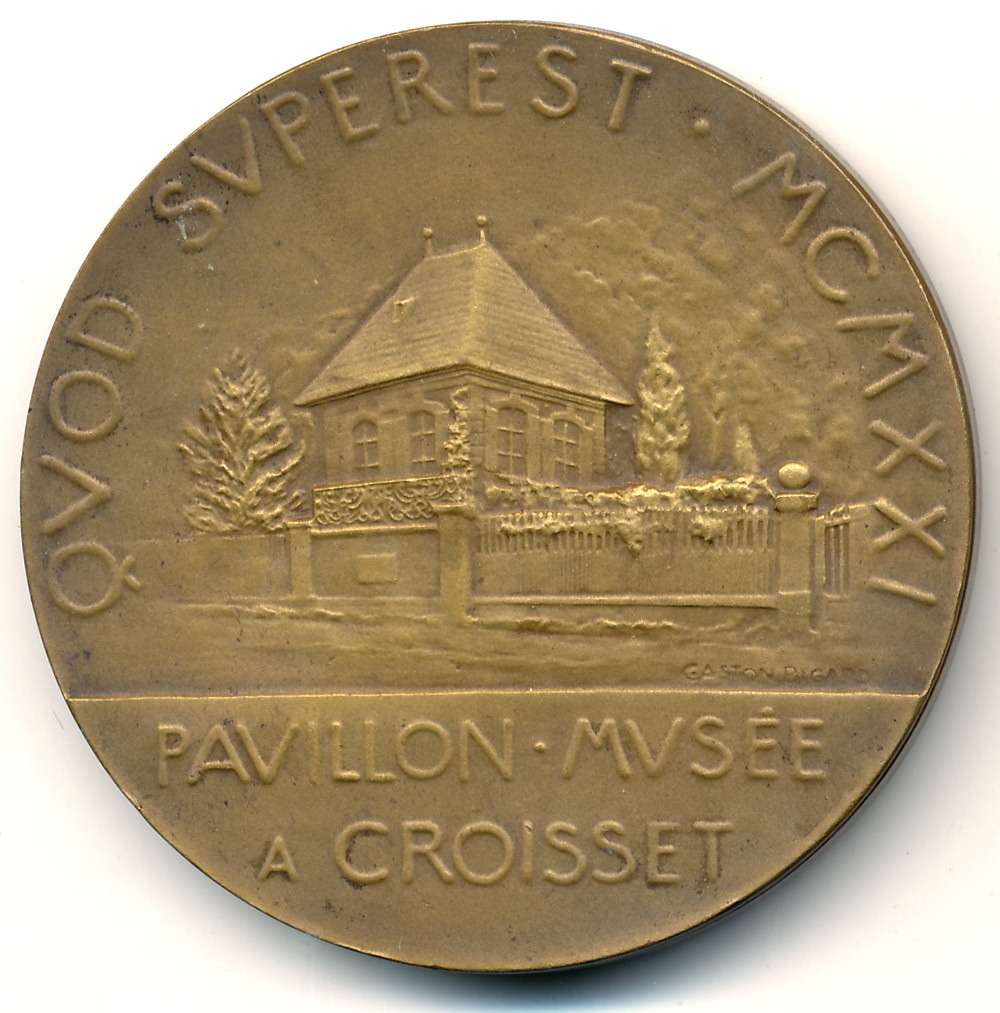
Revers de la médaille, Pavillon-musée à Croisset (1921).